# Быстрицкий тубсанаторий
 Быстрицкий тубсанаторий  — поселок в Кирово-Чепецком районе Кировской области в составе Пасеговского сельского поселения.

## География
Расположен на расстоянии примерно 13 км по прямой на юг от центра поселения села Пасегово на правом берегу реки Быстрица.

## История
Известен с 1950 года как Госпиталь «Быстрица», 52 хозяйства и 344 жителя. В 1989 году (уже современное название) 344 жителя .

## Население
Постоянное население составляло 222 человека (русские 96%) в 2002 году, 192 в 2010.